# Kathedrale von Siedlce

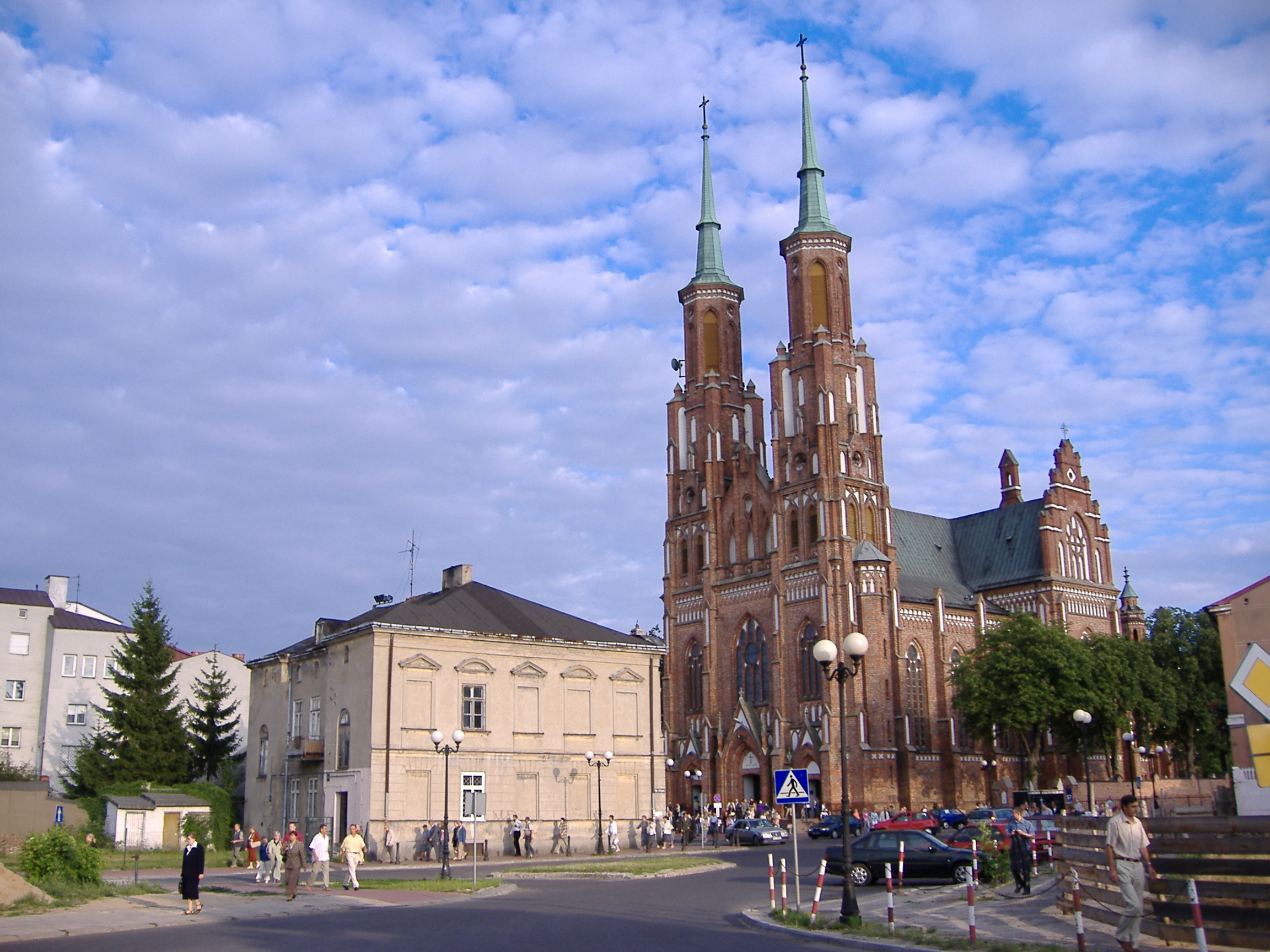
Außenansicht

Die Kathedrale Mariä Geburt in Siedlce ist eine römisch-katholische Kirche in der Woiwodschaft Masowien in Polen. Die Kathedrale des Bistums Siedlce mit dem Patrozinium Mariä Geburt ist ein neugotischer Bau.

## Geschichte
Die Kirche wurde in den Jahren 1906–1912 gebaut und 1913 eingeweiht. 1924 wurde sie zur Kathedrale erhoben. Während des Zweiten Weltkriegs wurden nur die Buntglasfenster zerstört, die nach dem Krieg restauriert worden sind. In den Jahren 1997–1998 wurde die Kirche erneuert.